# David
David (português europeu) ou Davi (português brasileiro) (Belém, c. 1 040 a.C. – Jerusalém, c. 970 a.C.), comumente conhecido pelos cristãos ortodoxos como São David, foi o segundo rei do Reino Unificado de Israel, tendo sua primeira capital em Jerusalém. Era filho de Jessé, o efrateu, do clã de Perez e da descendência de Judá, e nasceu em Belém por volta de 1 040 a.C.. Foi escolhido por Deus para governar a nação de Israel depois da corrupção de Saul, o qual fora escolhido pelo povo, sofrendo perseguições deste até se tornar rei sobre a tribo de Judá com a morte do monarca, e, após o assassinato de Isbosete, filho mais novo e sucessor de Saul, proclamou-se rei sobre todo Israel.
As descobertas arqueológicas da Estela de Tel Dã e a Pedra Moabita onde são encontradas citações ao Reino de Judá e a Casa de Davi, colocando, o reino de Judá e a dinastia davídica, num contexto histórico extrabíblico, desmitificando a crença iluminista, que os colocava como parte da mitologia bíblica (Ver; Crítica bíblica e Crítica à Bíblia), porém, a vida do personagem, David, pode ser descrita apenas através do relato bíblico.
A Igreja Católica considera Davi um santo, sendo sua festa litúrgica o dia 16 de dezembro.

## Biografia
Os livros de Samuel (I Samuel e II Samuel) tratam de sua vida pessoal e monárquica. Davi é descrito como sendo um homem de valor, chamando à atenção de Saul por sua habilidade como músico, era um harpista, o que lhe rendeu um lugar no círculo real, posteriormente, com as batalhas contra os filisteus ficou reconhecido como um grande guerreiro e Saul deu sua filha Mical, como esposa. Jônatas, o filho do rei, tornou-se amigo íntimo. Quanto a descrição de Davi como um homem de guerra, combateu os filisteus na cidade de Keilah, mas, quando Saul o considerou um rebelde, fugiu para o deserto, um lugar à margem da sociedade, Davi reuniu um pequeno exército, dando inicio à sua vida mercenária, servindo como um mercenário para os Filisteus (rei Aquis de Gat) e defendendo a cidade de Ziclag por um ano e quatro meses, foi nessa época que Davi ganhou fama e tornou-se realmente um adversário para Saul (como líder) e uma força a ser temida pelos filisteus, que até o chamaram de rei da terra.
Devido a narrativa truncada entre os capítulos 16 e 17 do primeiro Livro de Samuel, há historiadores que destacam o fato do Davi músico e tocador de harpa ser uma tradição distinta do Davi como uma figura de guerra tal qual descrita anteriormente, tradição esta posteriormente anexada à saga do personagem.
Com a morte de Saul e três de seus filhos na batalha de Gilboa, Israel havia perdido parte do território a oeste do Jordão, enquanto Isbosete, o sucessor de Saul, ficou a leste, em Maanaim, com apoio de Abner, o general de Saul. No Segundo Livro de Samuel, é relatado a morte de Isbosete por seus próprios homens, Davi os executando, assim como fez com o amalequita que trouxe a notícia da morte de Saul (embora não sendo o amalequita responsável da morte do rei, ele disse a Davi que o havia matado, achando que ganharia honras da parte dele), e, em consequência disso, Davi acabou tornando-se rei de Judá e Israel ungido em Hebrom.
Davi consolidou o Reino Unificado de Israel, após derrotar a tribo cananeia dos jebuseus, tornou Jerusalém como sua capital política, centro religioso e residência real, transferindo para ela o antigo santuário nacional, a Arca da Aliança, em uma procissão solene com sacrifícios, na qual ele mesmo figurou proeminentemente como um adorador e celebrante. Em memória de suas migrações no deserto, a Arca foi inicialmente colocada em uma tenda. Davi pensou em construir um templo magnífico para ele em Jerusalém, mas foi dissuadido pelo profeta Natã.
Segundo a narrativa bíblica, o rei Davi liderou o povo com sucesso em excursões contra outros povos, fez alianças políticas com outros reis e chefes, uma dessas alianças sendo selada com o casamento e reunindo um harém. Em Jerusalém, Davi nomeou um conselho de sábios, criou um exército que incluía uma guarda de honra e um guarda real para o palácio. Para isso, David sujeitou às tribos de Israel (Judá, não foi taxada) tributando-os para abastecer os exércitos e os projetos de construção. Criou um sistema feudal de partição de terras sob a coroa, substituindo assim o antigo sistema de divisões tribais.

### David e Golias
Golias de Gate (do hebraico גלית מגת "Goliat me-Gat") era o campeão dos filisteus, povo invasor que ocupavam a região das cidades de Gate, Asdode e Ascalom onde hoje atualmente fica a região conhecida como Faixa de Gaza. Os filiteus estavam avançando muito para o centro do território de Israel numa grande campanha e tinham acampado entre as vilas de Socó e Azeca para enfrentar Israel no vale de Elá. Golias era o campeão do exército filisteu durante essa invasão quando o rei Saul e os homens de Israel foram para a batalha no vale de Elá. Ele é descrito como tendo seis côvados e um palmo de altura (2,92 metros), tendo em sua cabeça um elmo de bronze, e usando uma couraça de escamas de bronze pesando cinco mil siclos (57 kg), com grevas de bronze sobre suas pernas e um Dardo de bronze entre seus ombros. Diz-se que o bastão de sua lança era como um cabo de Tear, somente a ponta da lança pesando seiscentos siclos de ferro (6kg de ferro). Golias insolente e furioso, desafiava o exército israelita durante o dia gritando no vale para os soldados acima do morro de Azeca e confiante em sua força, experiência e tamanho avantajado desafiava um campeão israelita para enfrentá-lo em um duelo único, com a condição de que o povo do campeão que fosse morto se renderia e tornaria-se escravo do povo do vencedor. Davi é enviado por seu pai com alguns alimentos (queijo, pão, paínço torrado) para seus irmãos e para o comandante dos seus irmãos que estão no exército de Israel, quando ouve o desafio do gigante no vale. David pergunta a alguns soldados que recompensa haveria para o homem que ousasse derrotar o gigante, e o rei Saul ouve sobre um garoto David perguntando entre os soldados e o manda chamar e o interroga. Davi ao contrário de todos os homens amedrontados do exército de Israel, se voluntaria a lutar contra o gigante mesmo sem fazer parte do exército. 
Sendo Davi o oitavo filho de Jessé e havia sete irmãos mais velhos que ele e, destes sete, apenas três dos mais velhos estavam no exército. A idade de alistamento militar registrada na bíblia na era antiga de Israel era de 20 anos, o que nos faz deduzir que Davi provavelmente era ainda adolescente ou muito jovem para lutar, tendo na faixa dos 15-16 anos de idade quando enfrentou o gigante, isto porque, sendo o oitavo filho e mais novo, seus três irmãos mais velhos teriam obrigatoriamente 22, 21 e 20 anos de idade para estarem dentro da idade mínima militar e, depois destes três mais velhos, havia ainda mais quatro irmãos que não eram soldados ou não tinham idade ainda para ser (deveriam ter 19,18,17 e 16 anos), o que faz pensar que Davi, sendo o caçula, deveria ter 15 anos. O rei Saul escuta a proposta de Davi e no início hesita dizendo que ele era apenas um "garoto" e que Golias era um homem de guerra experiente e famoso o que reforça a menoridade de Davi, rei Saul lhe diz: "-tu não podes ir lutar contra o filisteu pois tu é garoto e ele é homem, guerreiro desde a mocidade dele"(1 samuel 17:33). A palavra hebraica usada para garoto no versículo é "naáre" (נער) e para "desde a mocidade dele" é "me-neárau" (מ-נעריו) mas após escutar o apelo religioso e corajoso de Davi, relatando que havia matado leões e ursos para proteger as ovelhas de seu pai e que o Deus de Israel lhe ajudava (1samuel 17:34-37), o rei aceita e o envia. O rei Saul ainda tenta equipar David com a melhor armadura, a sua própria armadura de rei e suas armas, mas Davi ao vestir descobre que a equipagem impede seu movimento e é muito pesada para ele, reforçando novamente a ideia de que ainda era um menino sem corpo adulto. Então ele a descarta e vai lutar à paisana, pega seu cajado de pastor e escolhe cinco pedras lisas ou pedras roladas (Seixo ) do riacho do Vale de Elá para serem usadas em seu estilingue (Funda) [...] O gigante estará sentado no meio do vale, na companhia de seu escudeiro esperando um desafiante israelita descer para um combate, os dois exércitos estavam acima de dois morros frente a frente que margeiam o vale de Elá, também conhecido como Vale dos terebintos. Davi desce na encosta do vale onde existe um riacho para coletar suas pedras e depois caminhou na direção do gigante que à princípio não imaginava que o garoto David é seu adversário até ser notificado pelo seu escudeiro, isso fica implícito ao se aproximar de Davi sem despachar o escudeiro, pois os guerreiros só os despachavam apenas na hora do duelo (1samuel 17:41) "- Enquanto isso, o filisteu, com seu escudeiro à frente, vinha se aproximando de Davi". Após notar que o garoto David vinha em sua direção como adversário, Golias se sente desrespeitado por ser um soldado experiente e questiona se David não está debochando dele "-Eu sou um cachorro, para vir me enfrentar com pedaço de pau?". A bíblia não dá muitos detalhes sobre o combate, mas fala que após trocarem ameaças e iniciarem movimento, o gigante é alvejado na cabeça. David vence Golias, com uma pedrada (disparo de fundíbulo Funda) entre os olhos que o desmaia e rapidamente usa a sua própria espada para o decapitar enquanto está desacordado ou tonto.

### David e Bate-Seba
Durante um cerco contra a capital amonita de Rabá, David permanece em Jerusalém. Ele espia uma mulher, Bate-Seba, tomando banho em um telhado próximo e a convoca; ela fica grávida. O texto na Bíblia não declara explicitamente se Bate-Seba consentiu ou não. David chama seu marido, Urias, o hitita, de volta para descansar, esperando que ele vá para casa, para sua esposa, e acredite que a criança seja dele. Urias não "visita" sua esposa, por isso David conspira indiretamente a matá-lo. Na manhã seguinte, escreveu Davi a Joabe uma carta, dizendo o seguinte: "Ponde Urias na frente, no mais forte da batalha, e retirai-vos dele para que seja ferido e morra". David então se casa com a viúva, Bate-Seba. Em resposta, Natã profetiza a punição que cairá sobre ele, afirmando que "a espada nunca se afastará de sua casa." Quando David reconhece o pecado, Natã o conforta e diz: seu pecado é perdoado e não morrerá, mas a criança essa morrerá. Em cumprimento às palavras de Natã, o filho de David, depois de sete dias de vida, morreu (I Sam 12:18). Além disso, Absalão, alimentado pela vingança e desejo pelo poder, se rebela e morre.

### David e Natã
Com a morte do filho de Saul, os anciãos de Israel vêm a Hebrom e David é ungido rei de todo o Israel. Ele conquista Jerusalém, anteriormente uma fortaleza jebusita, e faz dela sua capital. Ele traz a Arca da Aliança para a cidade, com a intenção de construir um templo para Deus, mas o profeta Natã o proíbe, profetizando que o templo seria construído por um de seus filhos. Natã também profetiza que Deus fez um pacto com a casa de David declarando: "o seu trono será estabelecido para sempre." David obtêm vitórias sobre os filisteus, moabitas, edomitas, amalequitas, amonitas e o rei Hadadezer de Arã-Zobá.

### David e Absalão
A história da revolta de Absalão coloca Davi como um pai amoroso, porém fraco, que não podia controlar seus filhos rebeldes. O ressentimento de Absalão pelo fracasso de seu pai em punir seu meio-irmão, Amnom, por estuprar sua irmã (de Absalão), Tamar, leva-o a assassinar Amnom e depois revoltar-se contra David. David, completamente tomado de surpresa, teve que fugir pelo Jordão, ele reuniu sua velha e bem-sucedida tropa e as forças de Absalão foram desbaratadas na batalha do Bosque de Efraim. Montado em uma mula, ele é pego por seus longos cabelos nos galhos de uma árvore onde, contrariando a ordem de David, é morto por Joabe, o comandante do exército de David. David lamenta a morte de seu filho favorito: "Ó meu filho Absalão, meu filho, meu filho Absalão! Eu teria morrido em teu lugar, ó Absalão, meu filho, meu filho!" até que Joabe o convence a se recuperar da extravagância de sua dor e cumprir seu dever para com seu povo. David é escoltado através do rio Jordão de volta à Jerusalém pelas tribos de Judá e Benjamim.

### David e Adonias
Adonias, após a morte de Absalão, reuniu em torno de si um sacerdote, Abiatar, e o comandante do exército de Israel, Joabe. Esse grupo tentou coroar Adonias rei de Israel, em meio a uma festa na fonte de Ein-Rogel, onde Adonias ofereceria sacrifícios, na presença da corte e de todos seus irmãos, filhos do rei Davi, exceto Salomão. Contudo, o partido de Salomão, do qual faziam parte a sua mãe, Bate-Seba, o profeta Natã, o sacerdote Zadoc e o comandante Benaiá, reagiram rapidamente.

### David e Salomão
Bate-Seba e Natã vão a David e obtêm seu acordo para coroar Salomão, filho de Bate-Seba, de acordo com a promessa anterior feita por David, a revolta de Adonias é derrubada. Davi morre aos setenta anos de idade após reinar por sete anos como rei de Judá e trinta e três em Jerusalém como rei de todo o Israel, em seu leito de morte aconselha Salomão a andar nos caminhos de Deus e se vingar de seus inimigos.

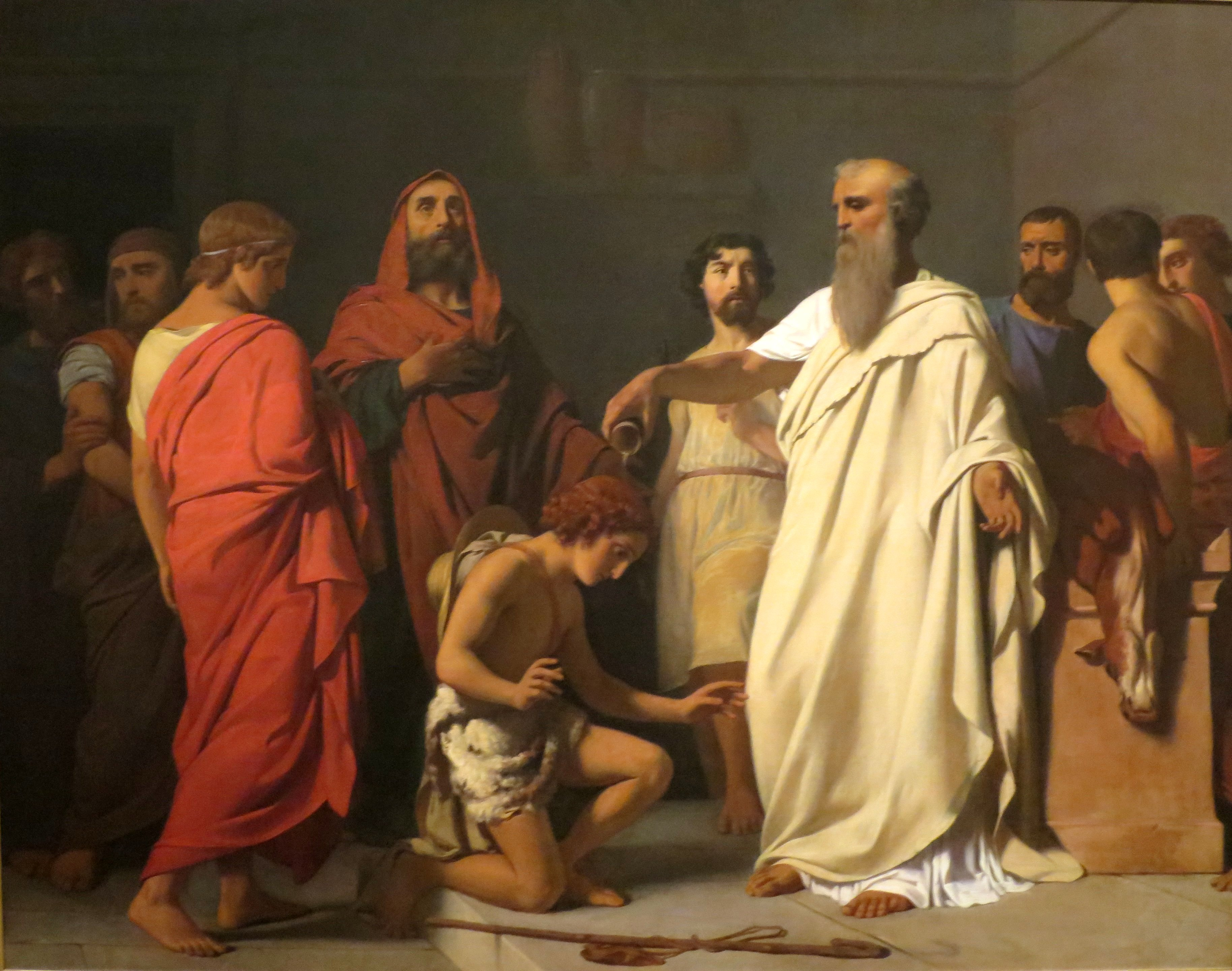
A unção de Davi por Samuel. Óleo sobre tela, François-Léon Bénouville, 1842.
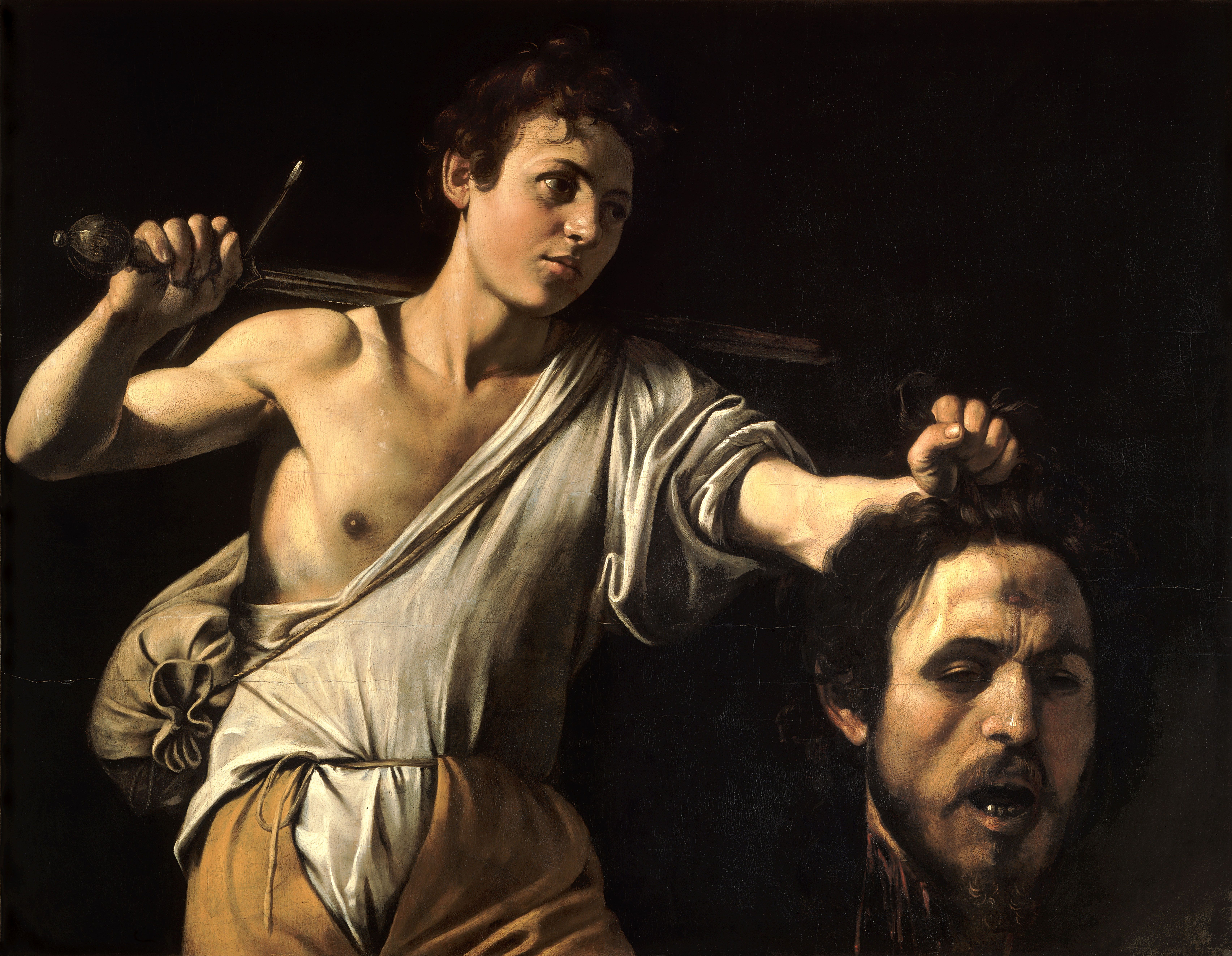
Davi com a cabeça de Golias. Pintura sobre painel, Caravaggio, c. 1606-7.
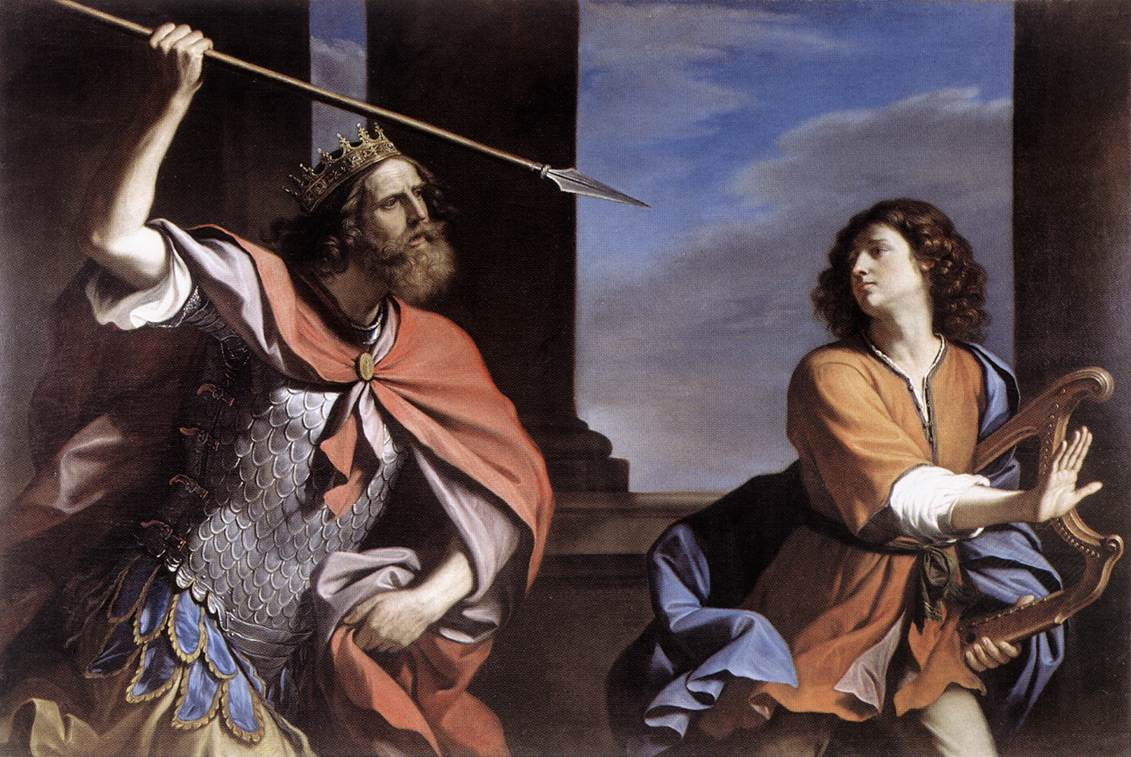
Saul atacando Davi. Óleo sobre tela, Guercino, 1646.
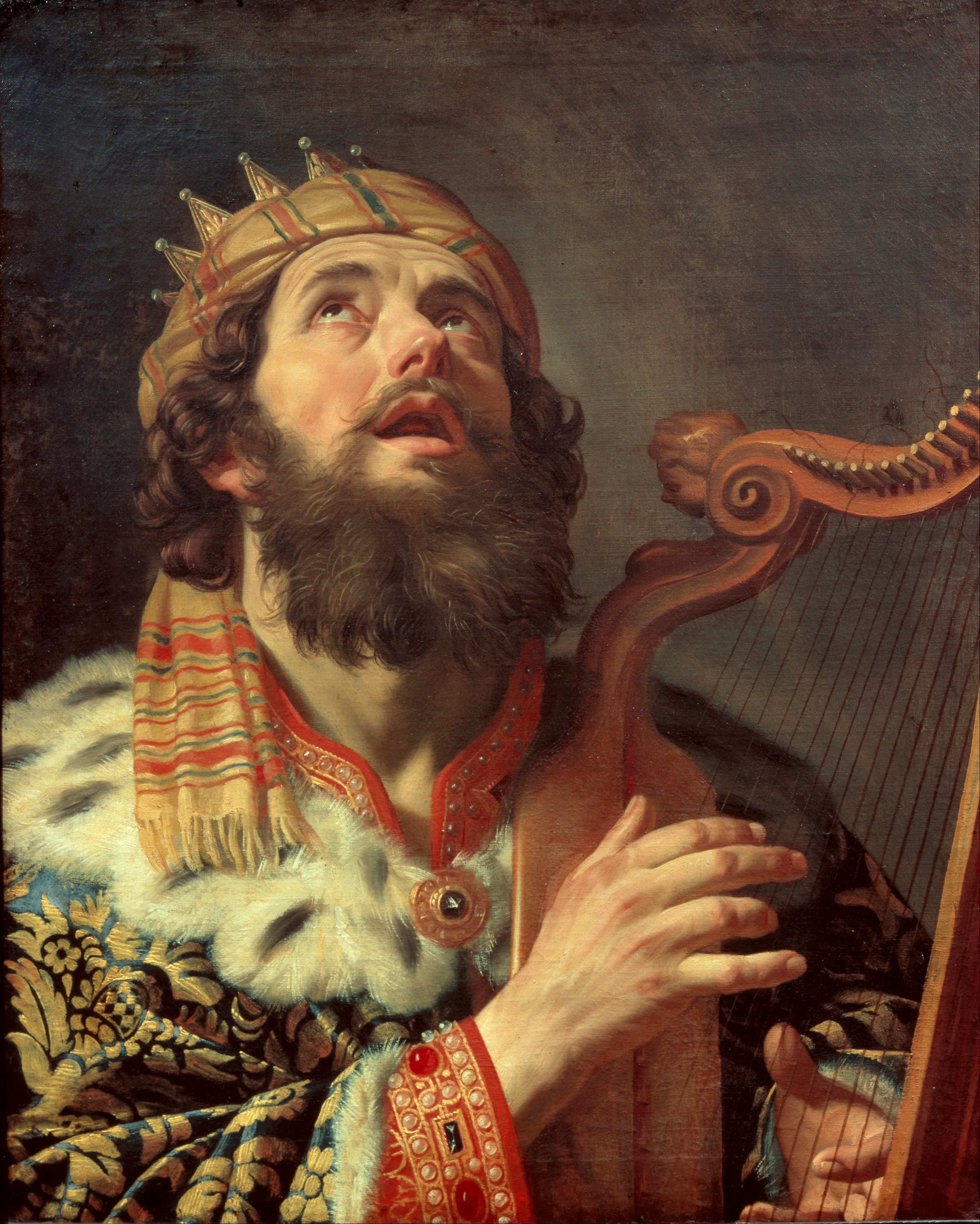
Rei Davi tocando harpa, Gerard van Honthorst
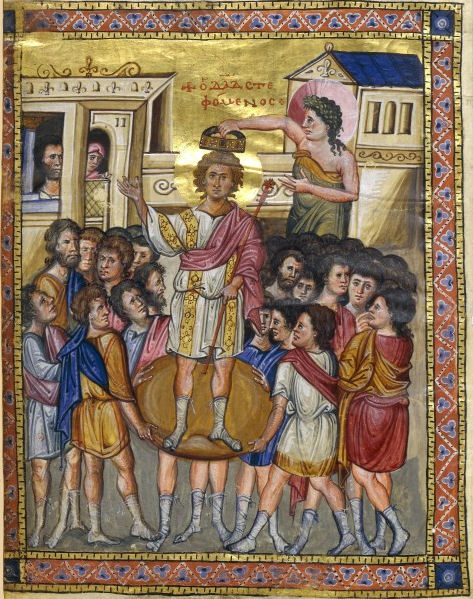
"'Coroação de David como rei de Israel (Biblioteca Nacional da França)
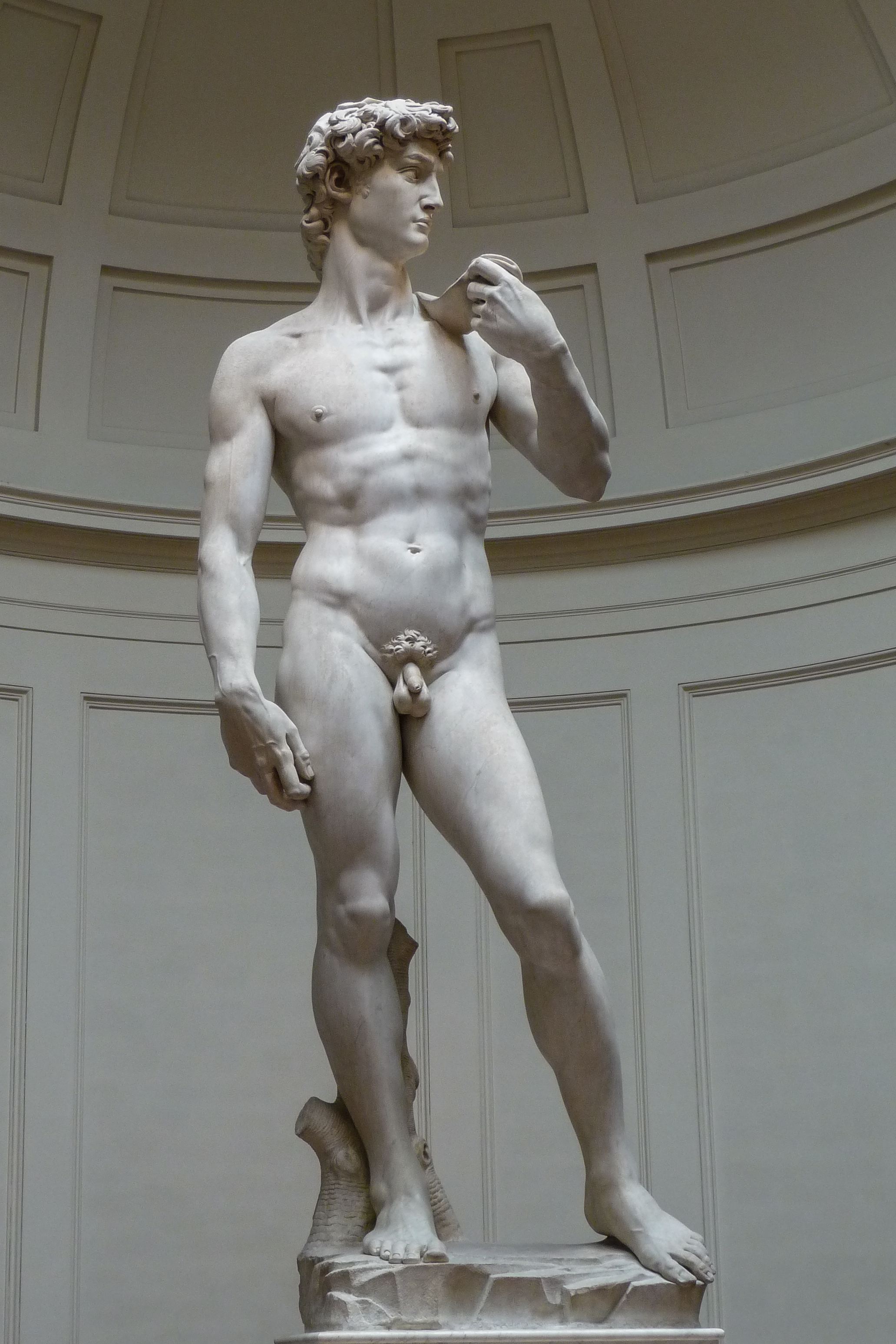
Escultura de "David" por Michelangelo, Galeria da Academia de Belas Artes de Florença, Italia

## David e os Salmos
À Davi atribui-se diversos salmos da Bíblia (cerca de 73). Alguns críticos modernos, contudo, contestam a autoria de Davi e alegam se tratar de pseudo-epígrafe, procurando provar que alguns salmos são historicamente datados após a morte de Davi, porém, os Salmos atribuídos à David, são: Salmos 3–9 / Salmos 11–41 / Salmos 51–65 / Salmos 68–70 / Salmo 86 / Salmo 101 / Salmo 103 / Salmos 108–110 / Salmo 122 / Salmo 124 / Salmo 131 / Salmo 133 / Salmos 138–145.

## Dados arqueológicos
Com a arqueologia e a descoberta da Estela de Tel Dã por um rei em comemoração, pela conquista sobre à casa de David, onde o texto segue descrevendo como ele conquistou e derrubou o lugar de adoração da divindade da casa de David e erguendo em seu lugar um lugar de adoração ao seu deus. A Pedra Moabita datando do mesmo período, fazendo menção à Israel de Onri e seus filhos. O relevo do faraó Sisaque I, um relevo dedicado a Amom-Ra, onde o faraó faz um relato de suas conquistas no Oriente Próximo, que segundo o egiptólogo e historiador bíblico Kenneth Kitchen, consta uma citação que diz "O lugar alto de David" mas, devido ao fato do relevo ter sido danificado na época do Império Otomano, sua interpretação passa a ser questionável. A partir destas descobertas, a data de existência de David pode ser determinada em, ca. 1040-970 a.C., junto ao relato bíblico, tendo reinado sob Judá em ca. 1010-1 003 a.C. e sobre todo o Reino Unificado de Israel ca. 1003-970 a.C.